# 陸士鰲
陸士鰲（1514年—1572年），字巨卿，號雲和，長洲縣人，直隸蘇州府常熟縣民籍，明朝政治人物。

## 生平
嘉靖三十四年（1555年）乙卯科應天府鄉試第四十四名舉人。嘉靖四十四年（1565年）中式乙丑科會試第一百二名，三甲第二百三十名進士。礼部观政，四十五年二月授湖广钟祥知县，隆慶三年（1569年）四月行取，六月升刑部主事，六年三月奉差，卒于家。

## 家族
曾祖陸澄；祖父陸美；父陸紹宗，母吳氏；繼母安氏。弟士鲸、士鲤、士鳟（举人）。